# (32235) 2000 OJ32
2000 OJ32 (asteroide 32235) é um asteroide da cintura principal. Possui uma excentricidade de 0.17397870 e uma inclinação de 6.62471º.
Este asteroide foi descoberto no dia 30 de julho de 2000 por LINEAR em Socorro.